# Овсепян, Грачья Есаевич
Грачья Есаевич Овсепя́н арм. Հրաչյա Հովսեփյան; (родился 2 июня 1933 года в Ливане) — армянский учёный, конструктор вычислительной техники, главный конструктор ЭВМ «Наири».
В 1971 году стал лауреатом Государственной премии СССР, впоследствии стал одним из отказников, чья судьба обсуждалась Горбачёвым и Рейганом.

## Биография
Родился в Ливане, вместе с семьёй в 1946 году репатриировался в СССР из Ливана.
В 1949 году поступил на физический факультет Ереванского государственного университета и в 1954-м окончил его. После этого он год работал учителем в деревенской школе, затем ещё год — в Ереванском физическом институте.
Обучаясь в университете, Овсепян увлёкся полупроводниками и решил заниматься вычислительной техникой. Он добился приёма на работу в Ереванский научно-исследовательский институт математических машин, но из-за ограничений по секретности ему сначала предложили только должность техника. Овсепян начал работать в лаборатории Ефима Брусиловского, которая занималась конструированием ЭВМ «Арагац» и «Разда́н». Арагац была ламповой ЭВМ, Овсепян занимался устройствами ввода информации для неё.
Раздан был уже полупроводниковой ЭВМ, Овсепян был назначен руководителем группы управления машиной.
Работа в лаборатории Брусиловского продолжалась до декабря 1960-го года, после чего Овсепян поступил в заочную аспирантуру и перешёл работать в вычислительный центр Академии наук Армении. После этого он переехал в Москву, став аспирантом профессора Лернера в Институте автоматики и телемеханики.
В 1961 году Овсепян вернулся в ЕрНИИММ, там он получил должность руководителя лаборатории малых машин.
После того, как ЭВМ «Разда́н» была передана для производства на завод, лаборатории была поручена разработка маленького электронного арифмометра. Овсепян хотел сделать более передовую разработку и по своей инициативе разработал проект малой ЭВМ «Наири». Проект понравился министерству радиопромышленности, которое заказывало электронный арифмометр только после демонстрации тайно изготовленного образца в 1964 году, и только после этого он был принят комиссией и утверждён. В январе 1965 г. «Наири» была запущена в производство на Казанском заводе ЭВМ.
В дальнейшем Овсепян работал над проектами следующих версий ЭВМ «Наири», добившись уникальных результатов. ЭВМ Наири-3 считалась первой в СССР ЭВМ третьего поколения, на ней впервые была реализована микропрограммная эмуляция ЭВМ другого типа, с отличающейся системой команд: на Наири-3 можно было выполнять программы Минск-22, Раздан-3. Коллектив разработчиков, включая самого Овсепяна, был удостоен Государственной премии СССР.
Однако, уже во время внедрения Наири-2 у Овсепяна возник конфликт как с руководством института, ревниво относившимся к его достижениям, так и с представителями Казанского завода ЭВМ, один из которых пытался присвоить себе лавры генерального конструктора проекта Наири-2. Овсепян, тем временем, приступил к проектированию следующей версии своей ЭВМ — «Наири-4».
Она позволяла эмулировать систему команд PDP-11. В техническое задание по ней были включены передовые технические идеи — модульность системы, голографическое запоминающее устройство и т. д.
Но в 1976 году родственники Овсепяна — мать, с которой он приехал в Советский Союз, его братья и сестра — решили эмигрировать из СССР. Их отпустили, но Овсепян был вынужден уйти с работы. Переехав в Москву, он работал в МГУ и АН СССР, но его брат прислал ему вызов, и он был вынужден уволиться отовсюду по требованию КГБ, так как иначе его родственников не выпускали из страны. С тех пор он не мог найти работу в советских научных учреждениях, прожив три года без работы.
В 1984 году, после угрозы случайных милиционеров возбудить уголовное дело по статье за тунеядство, он устроился работать кочегаром в бойлерной. Там он проработал 5 лет, до 1988 года, когда узнал от сотрудников КГБ, что в ближайшие 5 лет его из страны выпускать не собираются. Тогда Овсепян объявил голодовку протеста, продолжавшуюся 30 дней, но прекратил её из-за угроз забрать его в психиатрическую больницу.
Окончательно выпустили его из СССР перед одной из встреч Михаила Горбачёва с Рональдом Рейганом.
Уехав в США, Овсепян не смог найти работу по специальности, так как его потенциальные работодатели опасались, что он связан с КГБ. Три года он проработал наладчиком компьютеров в небольшой компании, после чего прекратил свою карьеру.